# Долна Легота (округ Брезно)
Долна Легота (словац. Dolná Lehota (okres Brezno), угор. Alsószabadi) — село, громада в окрузі Брезно, Банськобистрицький край, центральна Словаччина. Кадастрова площа громади — 55,44 км². Населення — 732 особи (за оцінкою на 31 грудня 2017 р.).
Перша згадка 1358 року.

## Географія
Протікають потік Дві Води і Кошариський потік.

## Населення
| Рік:            | 1994. | 2004.   | 2014.   | 2024.   |
| --------------- | ----- | ------- | ------- | ------- |
| Кількість осіб: | 720   | 712     | 764     | 688     |
| Різниця:        |       | -1,11 % | +7,30 % | -9,94 % |

| Рік:            | 2023. | 2024.   |
| --------------- | ----- | ------- |
| Кількість осіб: | 692   | 688     |
| Різниця:        |       | -0,57 % |